# Salon Jesienny

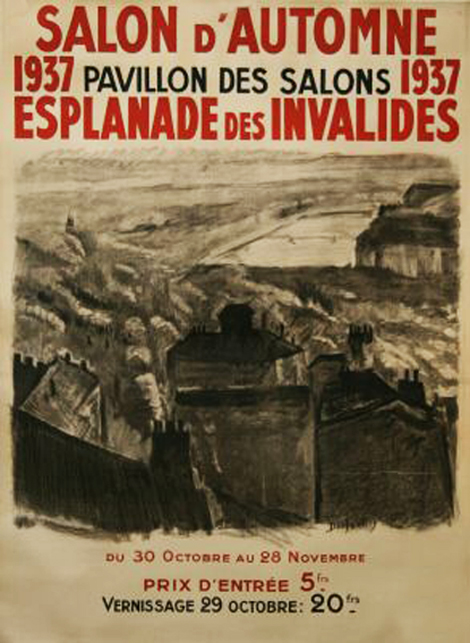
Vue de Lyon Georges Dufrénoy 1937

Salon Jesienny (fr. Salon d'Automne) – wystawa artystyczna, organizowana corocznie od 1903 roku w Paryżu przez Société du Salon d'Automne (Stowarzyszenie Salonu Jesiennego).
Pierwszy Salon został otwarty 31 października 1903 w paryskim Petit Palais. Jego inicjatorami byli: Franz Jourdain, Eugène Carrière, Geroges Desvallières, Hector Guimard, Félix Vallotton, Édouard Vuillard. Rok później Salon przeniesiono do Grand Palais.
Do ważniejszych wystaw należał salon z 1905 roku, podczas którego swoje prace wystawiał m.in. Henri Matisse. To wówczas krytyk Louis Vauxcelles powiedział: Mais c'est la cage aux fauves! (Ależ to klatka z dzikimi zwierzętami!), które dało nazwę całemu kierunkowi, reprezentowanemu przez Matisse'a – fowizmowi. W 1910 na Salonie Jesiennym obrazy prezentowali kubiści.